# ويلي دي فوس
ويلي دي فوس (بالهولندية: Willy de Vos)‏ (26 يناير 1880 في هولندا - 15 يوليو 1957) هو لاعب كرة قدم هولندي في مركز الهجوم. شارك مع منتخب هولندا لكرة القدم. أما مع النوادي، فقد لعب مع نادي دوردريخت وDordrechtse Football Club ‏.

## وصلات خارجية
- ويلي دي فوس على موقع ناشيونال فوتبول تيمز (الإنجليزية)
- ويلي دي فوس على موقع عالم كرة القدم.نت (الإنجليزية)